# Mühlau (Schleching)
Mühlau ist ein Gemeindeteil der Gemeinde Schleching im Landkreis Traunstein in Bayern.
Der Ort liegt nördlich des Kernortes Schleching. Östlich des Ortes verläuft die B 307 und fließt die Tiroler Achen, nordöstlich erstreckt sich das 45,0 ha große Naturschutzgebiet Mettenhamer Filz.

## Baudenkmäler
In der Liste der Baudenkmäler in Schleching sind für Mühlau fünf Baudenkmäler aufgeführt, darunter die aus dem Jahr 1827 stammende katholische Ortskapelle.